# Reza Bagher
Reza Bagher Nejad Kashani, född den 10 mars 1958 i Teheran, Iran, är en iransk-svensk filmregissör och manusförfattare.
Reza Bagher kom till Sverige 1976 och utbildade sig till ingenjör. Därefter studerade han film och teater i Stockholm, bland annat på Dramatiska institutet. Mellan 1983 och 2000 producerade han ett flertal kortfilmer. Filmen Gorbatjov fick pris vid Göteborgs filmfestival 1992. För Jag heter Mitra fick han en Guldklappa 1995, och för Ett liv i backspegeln fick han samma pris 2000. Samma år skrev han och regisserade sin första långfilm, Vingar av glas.
Reza Bagher är bosatt på Södermalm i Stockholm.

## Filmografi
- 1983 – Fredens röst (kortfilm)
- 1987 – Autopsi (kortfilm)
- 1990 – Strax före gryningen (kortfilm)
- 1992 – Gorbatjov (kortfilm)
- 1995 – Jag heter Mitra (kortfilm)
- 2000 – Ett liv i backspegeln (kortfilm)
- 2000 – Vingar av glas
- 2003 – Capricciosa
- 2004 – Populärmusik från Vittula